# Aranc
Aranc település Franciaországban, Ain megyében. Lakosainak száma 329 fő (2022. január 1.). Aranc Corlier, Évosges, Izenave, Nivollet-Montgriffon, Oncieu, Champdor-Corcelles és Plateau d'Hauteville községekkel határos.

## Népesség
A település népességének változása:
| Lakosok száma | 296  | 273  | 291  | 285  | 314  | 327  | 326  | 329  | 327  | 329  |
|               | 1968 | 1982 | 1990 | 2006 | 2013 | 2015 | 2017 | 2019 | 2020 | 2022 |